# Jonas Otto Pontén
Jonas Otto Pontén, född 11 oktober 1813 i Hultsjö socken, Jönköpings län, död 30 juli 1887 i Strängnäs, var en svensk läkare. 
Pontén blev student vid Uppsala universitet 1835, filosofie kandidat 1839, filosofie magister samma år, medicine kandidat 1842, medicine licentiat 1844, kirurgie magister samma år och medicine doktor 1845. Han var t.f. provinsialläkare i Eksjö distrikt 1844–45, stadsläkare i Jönköping 1846, lektor i medicin och naturalhistoria vid Strängnäs gymnasium 1846–82, intendent vid Lannaskede hälsobrunn i Lannaskede i Jönköpings län 1847 och 1848 samt förste stadsläkare i Strängnäs från 1849.